# Красногорская (Орловская область)
Красного́рская — деревня в Троснянском районе Орловской области. Входит в состав Троснянского сельского поселения.

## История
В 1961 году указом Президиума Верховного Совета РСФСР деревне Котомка присвоено наименование Красногорская.

## Население
| 2010 |
| ---- |
| 0    |